# Journal of Differential Geometry
Le Journal of Differential Geometry est une revue mathématique à évaluation par les pairs  spécialisée en géométrie différentielle, publiée par  International Press of Boston pour le compte de l'université Lehigh .

## Présentation
Le journal publie 3 volumes de 3 numéros chaque année. L'accès est libre après 4 années
Il publie de plus un supplément chaque année sous la forme d'un livre intitulé Surveys in Differential Geometry. La revue couvre la géométrie différentielle et des sujets reliés comme les équations différentielles, la physique mathématique, la géométrie algébrique, et la topologie géométrique. Son  rédacteur en chef est Shing-Tung Yau de l'université Harvard, son managing editor Huai-Dong Cao de l'université Lehigh.

## Historique
Le journal a été créé en 1967 par Chuan-Chih Hsiung (en),, alors professeur au département de mathématiques à l'université Lehigh. Hsiung est resté rédacteur en chef, puis corédacteur en chef, jusqu'à sa mort en 2009.
En mai 1996, la conférence annuelle Geometry and Topology à l'université Harvard University était dédié à la célébration  du 30e anniversaire de la création de la revue et au 80e anniversaire de son fondateur. De manière similaire, en  mai 2008 a eu lieu une conférence à Harvard pour le 40e anniversaire de la revue.

## Indexation
La revue est indexée, et des résumés sont publiés, dans  MathSciNet, Zentralblatt MATH, Current Contents/Physical, Chemical & Earth Sciences, and the Science Citation Index. D'après le Journal Citation Reports, la revue a en 2013 un facteur d'impact de 1,093. En 2017, le facteur d'impact est 1,562 sur Bioxbio. À titre d'exemple, les trois volumes de 2019 totalisent quelque 1750 pages.
Steven Krantz, dans Mathematical Publishing: A Guidebook écrit : « At some very prestigious journals, like the Annals of Mathematics or the Journal of Differential Geometry, the editorial board meets every couple of months and debates each paper in detail. »